# Giulia Bigolina
Giulia Bigolina (Padova, 1518 circa – Padova, 1569 circa) è stata una scrittrice e poetessa italiana.

## Biografia
Nacque probabilmente a Padova agli inizi del XVI secolo da Gerolamo Bigolin e Alvisa Soncin e venne educata dal padre, a sua volta scrittore. Intorno al 1534 sposò Bartolomeo Vicomercato dal quale ebbe tre figli di nome Silvio, Ottavio e Gabriela. La scrittrice morì probabilmente nel 1569 a Padova.

## Opere
Fu autrice di romanzi, novelle e componimenti poetici apprezzati dai suoi contemporanei; in modo particolare, sono rimaste testimonianze di una corrispondenza con Pietro Aretino nel 1549. Andarono perdute le poesie, ma è pervenuto un romanzo, Urania. 
Una seconda opera di Giulia Bigolina è la novella Giulia Camposampiero e Tesibaldo Vitaliani contenuta in un'edizione del 1794, Notizia de' novellieri italiani posseduti dal conte Anton Maria Borromeo: il testo è di impianto boccaccesco e probabilmente era inserita in un ciclo di novelle, poiché si fa riferimento a un gruppo di uomini e donne che raccontano a turno delle storie.

### Urania
Racconta la storia di un amore non ricambiato tra l'omonima protagonista e Fabio, innamorato di un'altra donna. Per il dolore, Urania decide di fuggire travestita da uomo da Salerno a Napoli e nella fuga incontra un gruppo di cinque donne con le quali discute dell'amore. Successivamente si imbatte in cinque uomini e dialoga con loro dell'educazione maschile e femminile. Una copia manoscritta del romanzo, il primo realizzato da una donna italiana nel Rinascimento del quale abbiamo notizia e pervenuto fino ai nostri giorni, è conservata presso la Biblioteca Trivulziana di Milano (MS. Trivulziana 88).

## Intitolazioni

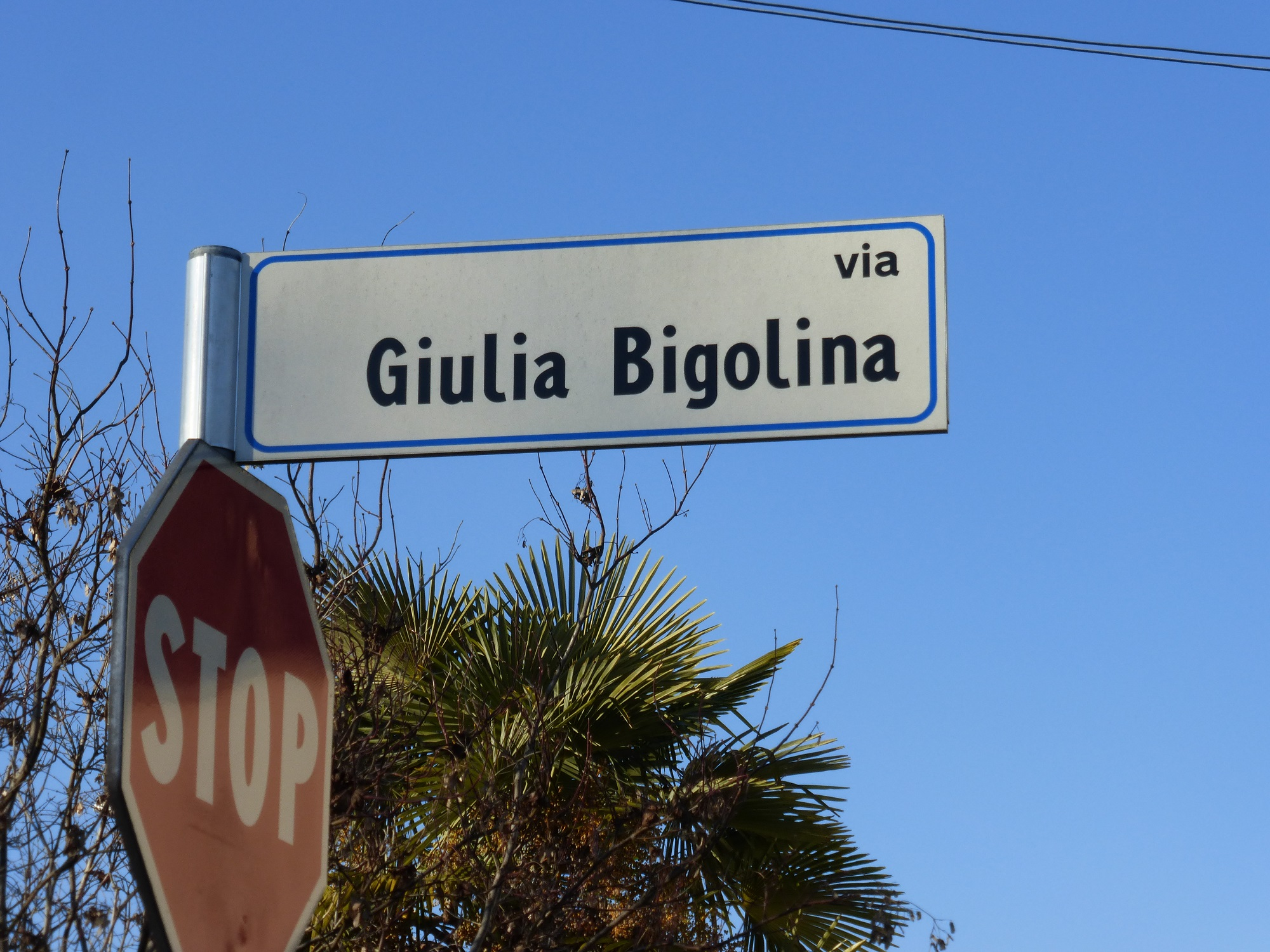
Cittadella. Via Giulia Bigolina

Il comune di Padova e il comune di Cittadella le intitolano una via.